# Ambato Ambarimay
Ambato Ambarimay est une ancienne commune urbaine malgache située dans la partie sud de la région de Boeny. En 2015, la Commune urbaine d’Ambato Ambarimay a été subdivisée en deux communes distinctes: la Commune urbaine d’Ambato-Boeny et la Commune rurale d’Ambesisika.

## Géographie
La géographie d'Ambato Ambarimay, située à Madagascar dans la région de Boeny, présente les caractéristiques suivantes :

### Altitude
L'altitude de la localité est de 22 mètres au-dessus du niveau de la mer.

### Climat
Ambato Ambarimay bénéficie d'un climat de savane avec un hiver sec, selon la classification de Köppen, désigné par Aw.
La ville est également proche d'Ankirihitra, un autre village voisin.

## Démographie
Ambato Ambarimay est une ancienne commune urbaine malgache située dans la partie sud de la région de Boeny. En 2015, la Commune urbaine d’Ambato Ambarimay a été subdivisée en deux communes distinctes: la Commune urbaine d’Ambato-Boeny et la Commune rurale d’Ambesisika.